# Dysdera insulana
Dysdera insulana este o specie de păianjeni din genul Dysdera, familia Dysderidae, descrisă de Simon, 1883.
Este endemică în Insulele Canare. Conform Catalogue of Life specia Dysdera insulana nu are subspecii cunoscute.